# Monumento a Isabel la Católica
El Monumento a Isabel la Católica es una escultura de la ciudad asturiana de Gijón, en el norte de España. Está erigida en el parque homónimo, en la zona este de la ciudad, concretamente en el barrio de El Bibio.

## Descripción
Se trata de una obra del escultor leonés Marino Amaya erigida en la ciudad en 1965, está hecha de piedra y representa un homenaje a Isabel I de Castilla, conocida como Isabel la Católica. Fue encargada por la ciudad para embellecer y dar sentido al entorno del parque construido unos años antes, en 1947, mediante la desecación de parte de los humedales del río Piles y como complemento al Monumento al Doctor Fleming que había sido inaugurado en el mismo parque en 1955.
Al igual que otras obras ubicadas en el entorno del parque, ha sufrido ataques vandálicos en varias ocasiones, facilitado por la característica de que este parque, a diferencia de entornos similares de otras ciudades, no es cerrado en horario nocturno.